# Lipscombita
La lipscombita és un mineral de la classe dels fosfats. Rep el seu nom de William Nunn Lipscomb, Jr. (1909–2011), químic nord-americà de la Universitat de Minnesota guanyador del Premi Nobel, qui va determinar l'estructura cristal·lina del compost sintètic.

## Característiques
La lipscombita és un fosfat de fórmula química Fe2+Fe3+
2(PO₄)₂(OH)₂. Cristal·litza en el sistema tetragonal. És un mineral isostructural amb la zinclipscombita.
Segons la classificació de Nickel-Strunz, la lipscombita pertany a «08.BA: Fosfats, etc. amb anions addicionals, sense H₂O, només amb cations de mida mitjana, (OH, etc.):RO₄ sobre 1:1» juntament amb els següents minerals: ambligonita, montebrasita, tavorita, triplita, zwieselita, sarkinita, triploidita, wagnerita, wolfeïta, stanĕkita, joosteïta, hidroxilwagnerita, arsenowagnerita, holtedahlita, satterlyita, althausita, adamita, eveïta, libethenita, olivenita, zincolibethenita, zincolivenita, auriacusita, paradamita, tarbuttita, barbosalita, hentschelita, latzulita, scorzalita, wilhelmkleinita, trol·leïta, namibita, fosfoel·lenbergerita, urusovita, theoparacelsita, turanita, stoiberita, fingerita, averievita, richel·lita i zinclipscombita.

## Formació i jaciments
Va ser descoberta a la mina Sapucaia, a Sapucaia do Norte, Galiléia (Minas Gerais, Brasil). Ha estat descrita en altres localitats tot i que els jaciments on s'hi troba són escassos. Als territoris de parla catalana ha estat trobada en dos indrets de la serra de l'Albera (Pirineu Oriental, Catalunya Nord): els camps de pegmatites de Cotlliure i el d'Argelers de la Marenda.